# Београдско пролеће
Београдско пролеће је српски и југословенски такмичарски фестивал забавне и популарне музике, који се одржава у Београду, у Дому синдиката. Фестивал је 1961. године покренуло Удружење музичара џеза и забавне музике Србије.

## О фестивалу
Послератне генерације забавну музику су заволеле и упознале кроз прве домаће шлагере и препеве песама са популарног италијанског фестивала Санремо. По узору на овај фестивал покренути су први југословенски фестивали, најпре у Загребу и Опатији. Неколико година касније и Београд је добио свој фестивал забавне музике.
Прво Београдско пролеће одржано је априла 1961. године. У почетку је фестивал трајао три дана — две полуфиналне вечери и финално вече, а све до половине седамдесетих година, свака композиција се изводила у две верзије, са два различита извођача и оркестра. Током година, фестивал се ширио у програмском смислу, па су 1971. године први пут организоване такмичарске вечери нових градских песама и романси и дечије забавне музике.
Годинама је извођаче пратио Ревијски оркестар РТВ Београд, којим су дуго година управљали Војислав Симић и Илија Генић. Најпознатији водитељи фестивала били су Мића Орловић и Дуња Ланго.

## Почеци фестивала
Прво издање фестивала Београдско пролеће одржано је 17. и 18. априла 1961. године у Дому синдиката. Од око двеста песама, пристиглих на конкурс који је расписало Удружење џез музичара, одабрано је четрнаест. Песме су извођене у две верзије (алтернације) са два различита вокала и два различита аранжмана, један у пратњи Ревијског оркестра, а други у пратњи Џез оркестра. Једини жири на првом фестивалу била је публика. На првом Пролећу наступили су тадашњи најпопуларнији певачи забавне музике у Југославији: Ђорђе Марјановић, Предраг Гојковић Цуне, Тереза Кесовија, Лола Новаковић, Нада Кнежевић, Душан Јакшић, Радослав Граић и Марко Новосел.
Победник првог Београдског пролећа била је песма Анђелина, чије су верзије певали Ђорђе Марјановић и Радослав Граић, аутор песме. Друго место освојио је Ђорђе Марјановић са песмом Нек’ прође зима, док је треће место припало Марку Новоселу, који је изводио песму Валови.

## Обнова фестивала: Пролеће у Београду
На иницијативу Уметничког ансамбла "Станислав Бинички" и Војкана Борисављевића, године 2009. одржан је концерт евергрин музике, назван Пролеће у Београду, а потом и 2010. и 2011. године. На овим ревијалним концертима, приређеним у Дому синдиката, дворани у којој се четрдесет година одржавао фестивал Београдско пролеће, наступили су Ђорђе Марјановић, Лола Новаковић, Мики Јевремовић, Лео Мартин, Бисера Велетанлић, Душан Јакшић, Неда Украден, Маја Оџаклијевска, Радмила Караклајић, Зафир Хаџиманов, Љиљана Петровић, Борис Бизетић, Бети Ђорђевић, Ладо Лесковар, Лутајућа срца и многи други. Године 2011. године гост изненађења била је Тереза Кесовија.
Популарни фестивал забавне музике обновљен је маја месеца 2014. године, на иницијативу Уметничког ансамбла Министарства одбране у сарадњи са Удружењем композитора Србије и Туристичком организацијом Београда. Селектор фестивала био је Војкан Борисављевић. Прве вечери изведене су евергрин композиције настале у периоду од 1960. до 1980. године. Друго вече је било такмичарско вече дечије музике. Треће вече је такође било такмичарско, а победила је Тијана Дапчевић, која је са групом Вокал 5 извела песму Кишобран.

## Друго обнављање фестивала (2022—данас)
| Година | Датум     | Награде публике                        | Награде публике              | Награде публике                          |
| ------ | --------- | -------------------------------------- | ---------------------------- | ---------------------------------------- |
| Година | Датум     | Прва награда                           | Друга награда                | Трећа награда                            |
| 2022.  | 29. април | Тони Цетински — Чувам љубав            | Жељко Васић — Компањеро      | Мирза Селимовић — Плакаћеш               |
| 2023.  | 22. април | Тијана Богићевић — Крила од дима       | Ади Шоше — Пусто острво      | Исак Шабановић — Свакој сам по нешто дао |
| 2024.  | 20. април | Јелена Томашевић — Веруј ми да верујем | Вана — Из ината              | Екстра Нена — Прича о мени               |
| 2025.  | 24. април | Борис Режак — Послије нас              | Дадо Топић — Слободан човјек | Милан Бујаковић — Сториа                 |